# Вино (Гросуплє)
Вино (словен. Vino) — поселення в общині Гросуплє, Осреднєсловенський регіон, Словенія. Висота над рівнем моря: 405,4 м.